# 자이언트 펭TV
《자이언트 펭TV》는 EBS 1TV에서 금요일 오후 5시 50분부터 오후 6시 10분까지 방송되며, 유튜브 플랫폼을 통해 공개되는 TV 프로그램이다. 2019년 4월 2일부터 방영 중이다.

## 프로그램 특징
자이언트 펭TV 프로그램 제작진에말 따르면, 즉흥적인 성격의 펭귄인 '펭수'를 통해 기존의 어린이 캐릭터 및 방송과 차별성을 두고 있다.

## 방송 시간
| 방송 기간                                                                          | 방송 시간                                                         |
| ---------------------------------------------------------------------------------- | ----------------------------------------------------------------- |
| 2019년 4월 2일 ~ 2019년 5월 22일                                                   | 매주 화요일 ~ 수요일 오후 6:45 ~ 오후 6:55 (본방송)               |
| 2019년 5월 30일 ~ 2019년 8월 23일                                                  | 매주 목요일 ~ 금요일 오후 6:45 ~ 오후 6:55 (본방송)               |
| 2019년 8월 29일 ~ 2019년 10월 4일                                                  | 매주 일요일 오전 10:00 ~ 오전 10:30 (종합)                        |
| 2019년 8월 29일 ~ 2019년 10월 4일                                                  | 매주 목요일 ~ 금요일 오후 6:45 ~ 오후 6:55 (본방송)               |
| 2019년 10월 11일 ~ 2019년 12월 6일                                                 | 매주 목요일 오후 8:30 ~ 오후 8:50 (재방송)                        |
| 2019년 10월 11일 ~ 2019년 12월 6일                                                 | 매주 금요일 오후 8:30 ~ 오후 8:50 (본방송)                        |
| 2019년 10월 11일 ~ 2019년 12월 6일                                                 | 매주 일요일 낮 12:30 ~ 오후 1:10 (재방송)                         |
| 2019년 12월 13일 ~ 2020년 1월 17일 2020년 2월 21일 2020년 3월 13일                 | 매주 목요일 오후 8:30 ~ 오후 8:50 (재방송)                        |
| 2019년 12월 13일 ~ 2020년 1월 17일 2020년 2월 21일 2020년 3월 13일                 | 매주 금요일 오후 8:30 ~ 오후 8:50 (본방송)                        |
| 2019년 12월 13일 ~ 2020년 1월 17일 2020년 2월 21일 2020년 3월 13일                 | 매주 일요일 낮 12:30 ~ 오후 1:10, 오후 3:20 ~ 오후 3:40 (재방송)  |
| 2020년 1월 24일                                                                    | 매주 목요일 오후 8:30 ~ 오후 8:50 (재방송)                        |
| 2020년 1월 24일                                                                    | 매주 금요일 오후 8:30 ~ 오후 8:50 (본방송)                        |
| 2020년 1월 24일                                                                    | 매주 일요일 낮 12:30 ~ 오후 1:10, 오후 4:20 ~ 오후 4:30 (재방송)  |
| 2020년 1월 31일                                                                    | 매주 목요일 오후 8:30 ~ 오후 8:50 (재방송)                        |
| 2020년 1월 31일                                                                    | 매주 금요일 오후 8:30 ~ 오후 8:50 (본방송)                        |
| 2020년 1월 31일                                                                    | 매주 일요일 낮 12:30 ~ 오후 1:10, 오후 4:10 ~ 오후 4:20 (재방송)  |
| 2020년 2월 7일                                                                     | 매주 목요일 오후 8:30 ~ 오후 8:50 (재방송)                        |
| 2020년 2월 7일                                                                     | 매주 금요일 오후 8:30 ~ 오후 8:50 (본방송)                        |
| 2020년 2월 7일                                                                     | 매주 일요일 낮 12:30 ~ 오후 1:10 (재방송)                         |
| 2020년 2월 14일 2020년 2월 28일 ~ 2020년 3월 6일 2020년 3월 20일 ~ 2020년 3월 27일 | 매주 목요일 오후 8:30 ~ 오후 8:50 (재방송)                        |
| 2020년 2월 14일 2020년 2월 28일 ~ 2020년 3월 6일 2020년 3월 20일 ~ 2020년 3월 27일 | 매주 금요일 오후 8:30 ~ 오후 8:50 (본방송)                        |
| 2020년 2월 14일 2020년 2월 28일 ~ 2020년 3월 6일 2020년 3월 20일 ~ 2020년 3월 27일 | 매주 일요일 낮 12:30 ~ 오후 1:10, 오후 3:30 ~ 오후 3:40 (재방송)  |
| 2020년 3월 30일 ~ 2020년 5월 29일 2020년 6월 22일 ~8월 21일                        | 매주 평일 오후 7:45 ~ 오후 8:00(본방송)                           |
| 2020년 3월 30일 ~ 2020년 5월 29일 2020년 6월 22일 ~8월 21일                        | 매주 일요일 낮 12:30 ~ 오후 1:30(재방송)                          |
| 2020년 6월 1일 ~ 2020년 6월 5일                                                    | 매주 평일 오후 7:45 ~ 오후 8:00(본방송)                           |
| 2020년 6월 1일 ~ 2020년 6월 5일                                                    | 매주 일요일 낮 12:30 ~ 오후 1:30, 낮 3:30 ~ 4:00(재방송)          |
| 2020년 6월 8일 ~ 2020년 6월 19일                                                   | 매주 평일 오후 7:45 ~ 오후 8:00(본방송)                           |
| 2020년 6월 8일 ~ 2020년 6월 19일                                                   | 매주 일요일 낮 12:30 ~ 오후 1:30, 저녁 5:00 ~ 5:30(재방송)        |
| 2020년 8월 28일 ~ 2021년 3월 26일                                                  | 매주 평일 오후 7:30 ~ 오후 7:45(본방송)                           |
| 2020년 8월 28일 ~ 2021년 3월 26일                                                  | 매주 일요일 낮 12:30 ~ 오후 1:30(재방송)                          |
| 2021년 4월 2일 ~2023년 3월 31일                                                    | 매주 금요일 저녁 7:35~ 저녁 7:50(본방송)                          |
| 2021년 4월 2일 ~2023년 3월 31일                                                    | 매주 일요일 오전 10:00 ~ 오전 11:00 KIDS(일요일) 오후 11:15~11:40 |
| 2023년 4월 7일 ~2025년 2월 21일                                                    | 매주 금요일 저녁 7:20~ 저녁 7:50(본방송)                          |
| 2023년 4월 7일 ~2025년 2월 21일                                                    | KIDS(일요일) 오후 11:00~11;55                                     |
| 2025년 2월 28일 ~                                                                  | 매주 금요일 오후5:10~ 5:30(본방송)                                |
| 2025년 2월 28일 ~                                                                  | KIDS(일요일) 오후 11:00~11;55                                     |

## 흥행
- 2019년 4월 2일에 첫 방송을 시작한 이후 6개월 만에 유튜브 채널의 구독자 수가 25만 명을 넘어섰다.[2] MBC TV의 예능 프로그램인 《아이돌 스타 육상 선수권 대회》를 패러디한 《EBS 아이돌 육상 대회》를 방영한 것이 자이언트 펭TV의 흥행에 큰 영향을 미쳤다.[3] 펭수의 '눈치 챙겨' 짤의 영향도 크다. 현재로선, E육대를 볼 수 없다. 보니하니 폭행 사건 논란이 되면서, E육대에서 차지하던 비중이 큰 당당맨 최영수가 EBS를 나갔기 때문이다. 또한, 자이언트 펭TV 제작진들과 EBS 측도 당당맨 최영수가 출연한 모든 컨텐츠를 삭제, 방송 중지 처분하였기 때문에 더 이상 볼 수 없게 되었다.

## 수상 경력
- 제46회(2019년) 한국방송대상 어린이부문 작품상
- 제56회(2020년) 백상예술대상 TV부문 교양작품상

## 유튜브 채널 구독자 수
- 2019년 11월 10일: 50만 명
- 2019년 11월 19일: 85만 명
- 2019년 11월 27일: 100만 명
- 2019년 12월 8일: 125만 명
- 2019년 12월 25일: 150만 명
- 2020년 1월 8일: 175만 명
- 2020년 1월 29일: 200만 명
- 2020년 6월 5일: 214만 명
- 2020년 6월 27일: 213만 명
- 2020년 8월 25일: 209만 명
- 2020년 9월 2일: 208만 명
- 2020년 10월 20일: 204만 명